# Martine Clémenceau
Martine Clémenceau (nacida el 19 de marzo de 1949) es una cantante francesa.

## Carrera
Ella ganó el Festival Yamaha Music en 1971 con la canción "Un jour l'amour".
En 1973, ella participó en la Final Nacional celebrada en su país para elegir a un representante en el Festival de Eurovisión ese mismo año. Su canción "Sans toi", obtuvo el primer lugar en dicha competencia, lo que le dio la oportunidad de subirse al escenario de Eurovisión. Finalmente, la canción obtuvo 65 puntos y se posicionó en el 15° puesto.
En los años 1990s, se dedicó a escribir canciones principalmente para Herbert Léonard.
Su canción "Solitaire", es la más importante en su carrera musical. La cantante Laura Branigan hizo una versión de dicha canción en 1983, con la que alcanzó el puesto #7 en las listas de sencillos de Billboard.
En 2005, Clémenceau recibió el Premio René Jeanne.